# 埃德尔施塔尔
埃德尔施塔尔是奥地利布尔根兰州滨湖新锡德尔县的一个市镇。总面积5.89平方公里，总人口607人，人口密度103.1人/平方公里（2001年）。天然的矿泉水泉源是经济来源之一。